# Kilvingad styltlus
Kilvingad styltlus (Dorypteryx domestica) är en insektsart som först beskrevs av Courtenay N. Smithers 1958.  Kilvingad styltlus ingår i släktet Dorypteryx och familjen styltstövlöss. Arten är reproducerande i Sverige. Inga underarter finns listade i Catalogue of Life.